# Misako Ando
Misako Ando, född den 21 mars 1971 i Gifu, är en japansk softbollspelare.
Hon tog OS-silver vid de olympiska softboll-turneringarna vid olympiska sommarspelen 2000 i Sydney.